# Palacio de Congresos de Zaragoza
El Palacio de Congresos de Zaragoza está ubicado en el meandro de Ranillas y fue construido con motivo de la celebración de la Muestra Internacional Expo 2008. El edificio tiene un diseño arquitectónico emblemático que destaca por su singularidad y asombra por su envergadura. Con 22 285 m² de superficie construida y una altura máxima de 34 m constituye el segundo y más grande Palacio de Congresos de la ciudad, tras el Auditorio de Zaragoza. 
Mientras duró la muestra, el Palacio de Congresos fue la sede de la Tribuna del Agua, donde se desarrollaron varios seminarios y exhibiciones de forma simultánea, mientras que otros espacios de menor capacidad se convirtieron en el centro de Prensa, salas de reuniones y oficinas. Actualmente, su agenda de actividades se compone de convenciones y eventos profesionales, como el Congreso Web que constituye una de las citas de referencia del Marketing En línea en España; y de espectáculos musicales y teatrales como el musical Los Miserables.

## Auditorio
Obra de Nieto Sobejano Arquitectos, este edificio de estilo Contemporáneo dibuja en el recinto Expo 2008 un perfil quebrado y variable dialogando con los diferentes espacios que alberga en su interior y manifestando expresivamente la presencia de la luz natural y el encuentro del edificio con el terreno.
De estructura horizontal y 167 m de longitud, el Palacio de Congresos se envuelve de una cubierta sinuosa con lucernarios que permiten el paso de los rayos solares para iluminar vestíbulos y salas comunes. Asimismo, la estancias reciben luz natural del exterior por las paredes traslúcidas de las fachadas, que alternan frentes acristalados y celosías metálicas.
Su altura máxima es de 34 m y la superficie total construida de 22 285 m², de los cuales 17 700 m² son útiles.

## Dependencias

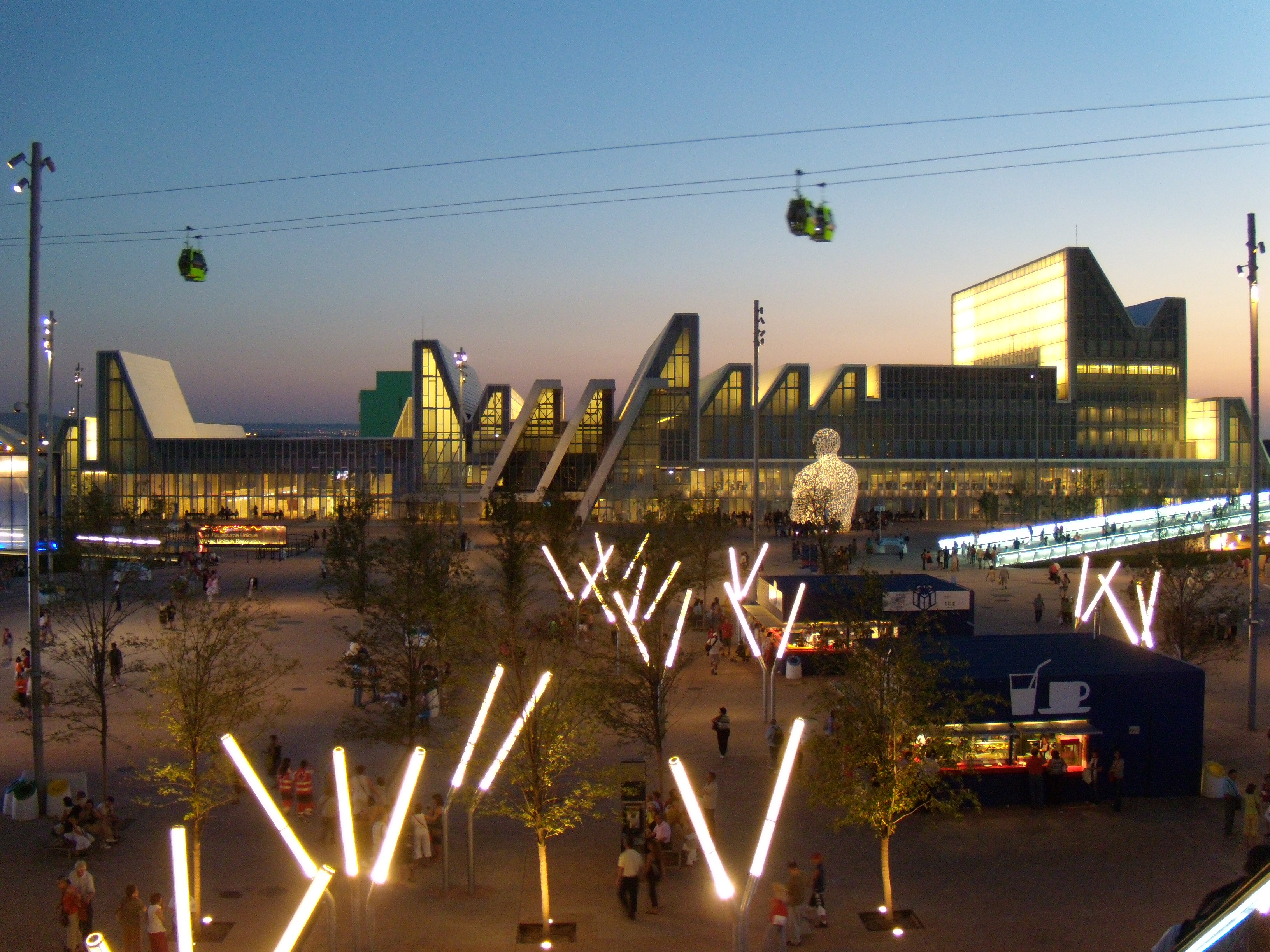
Vista nocturna del Palacio de Congresos de Zaragoza.

El espacio comprende tres grandes áreas: Zona de Exposición, Hall y Salas de Reuniones y el Auditorio. Además cuenta con una planta subterránea, la Sala 2008 en la planta superior y otras salas entre plantas:
- Auditorio. Con capacidad para 1440 butacas y un escenario de 662 m², se distribuye en dos plantas dividibles: la platea con 936 butacas y el anfiteatro con 504 butacas. En la parte superior se habilitan hasta tres salas independientes, mientras que la inferior se distribuye entre palcos y entresuelo.
- Hall central. Dispone de luz natural y cuenta con más de 1000 m² y una altura de 20 metros.
- Zona de exposición. Cuenta con 1775 m² y es subdividible en 2 o 3 espacios.
- Aulas y salas de reunión. Hasta 16 salas modulares de diferentes tamaños distribuidas en tres plantas. La más grande, de 138 m², se ubica en la planta baja, y la más pequeña, de 24 m², en la segunda planta.
- Sala 2008. Situada en la parte más alta, desde donde se puede divisar desde ella toda la ciudad. Esta ubicación en el edificio le confiere un peculiar diseño con un techo desigual en forma de "V". Con una dimensión de 391,07 m² tiene capacidad para 300 butacas en teatro o 150 en escuela.
- Planta subterránea. Alberga diferentes áreas de servicio entre camerinos, almacenes y cocinas que posibilitan su funcionamiento sin interferir en el resto del espacio abierto al público.

## Galería

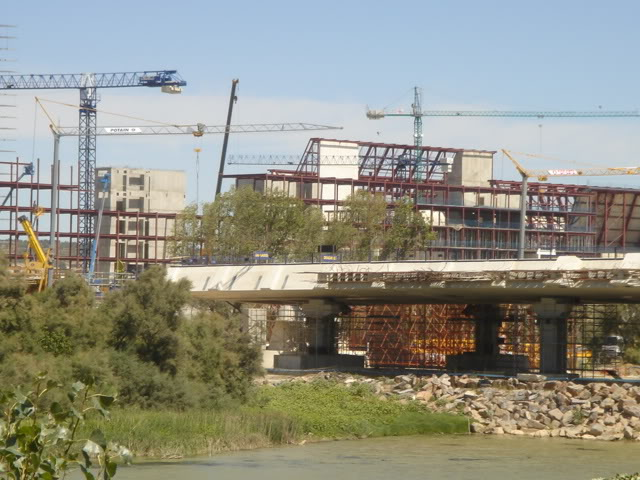
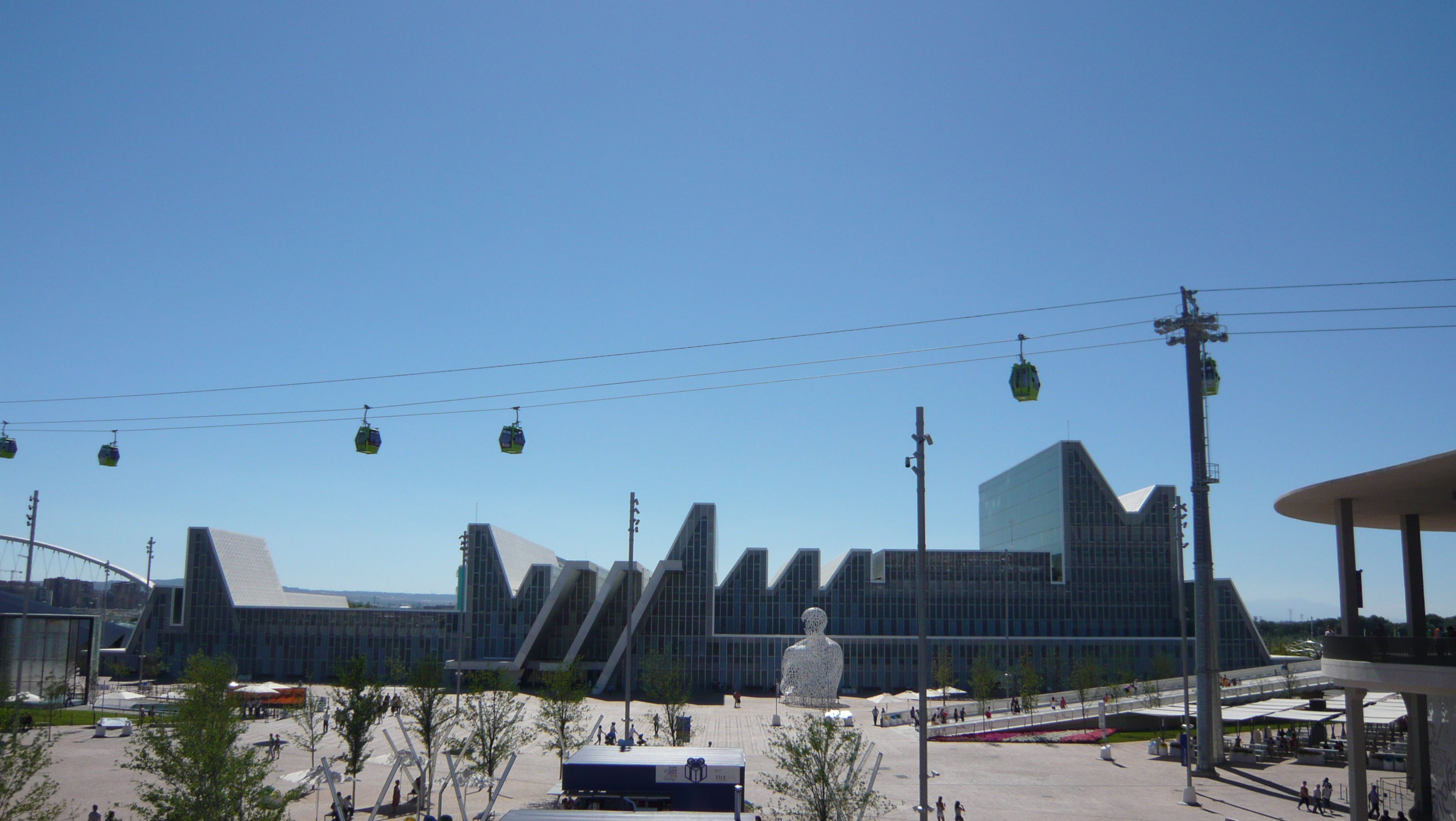
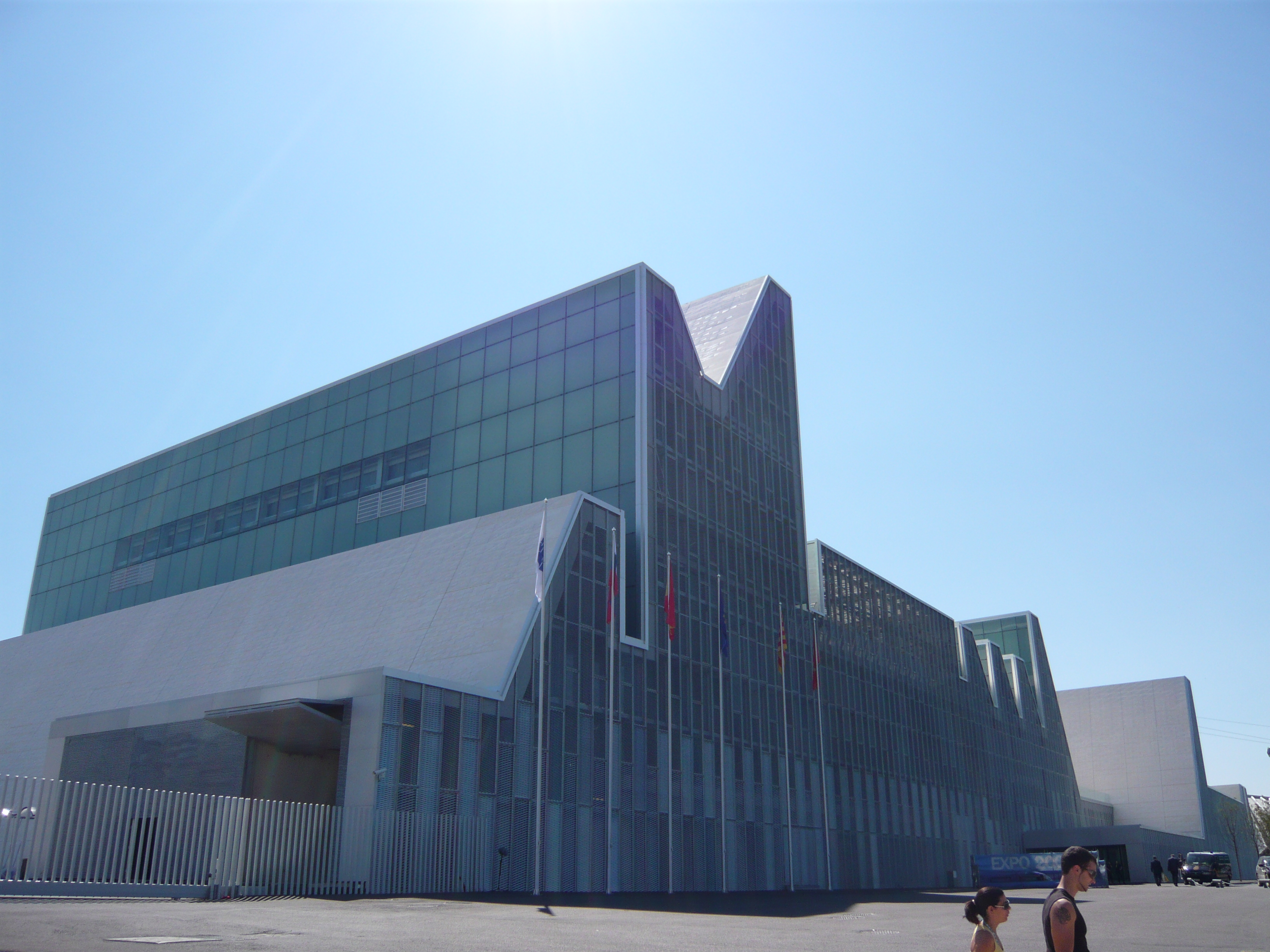
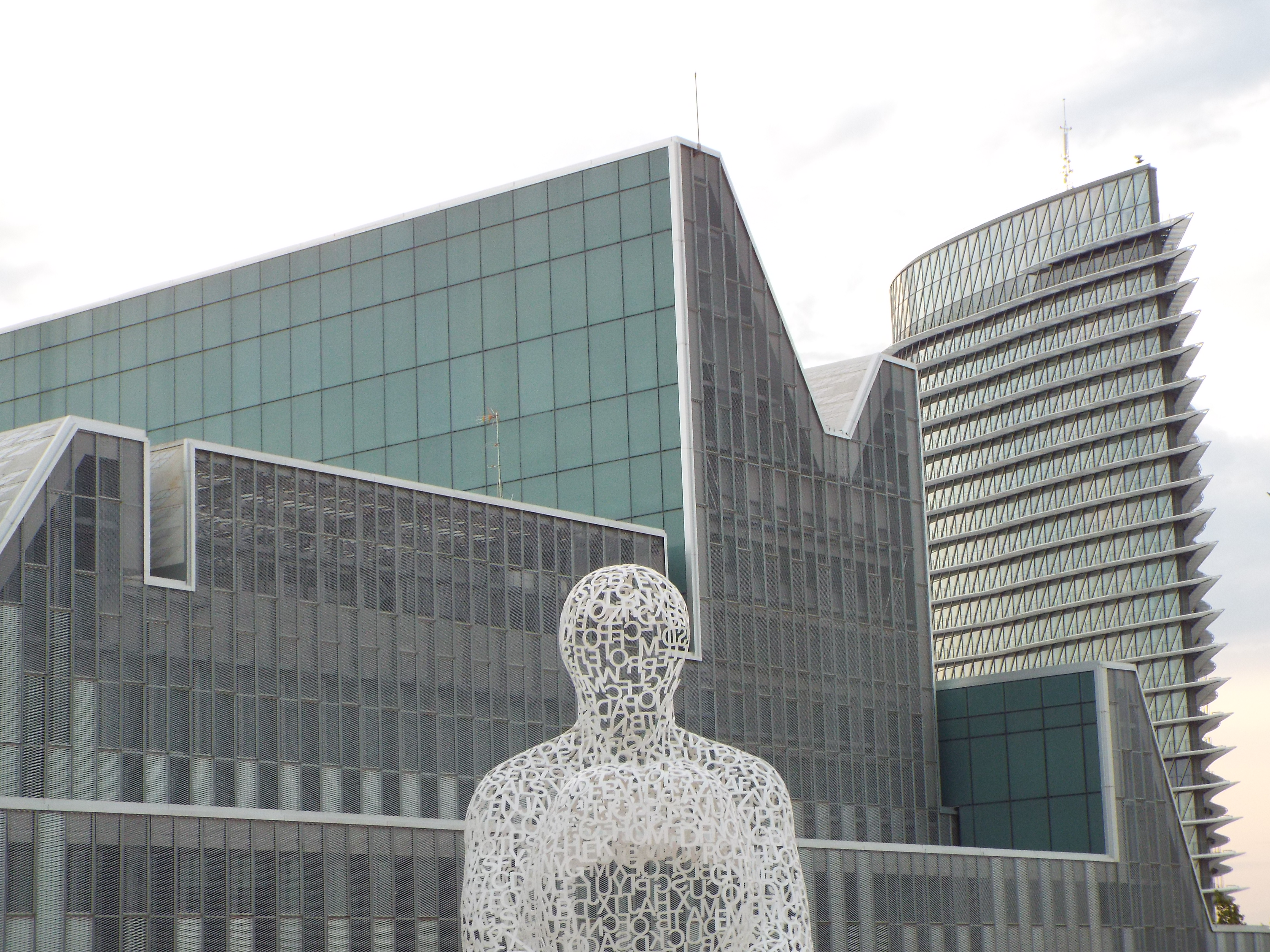
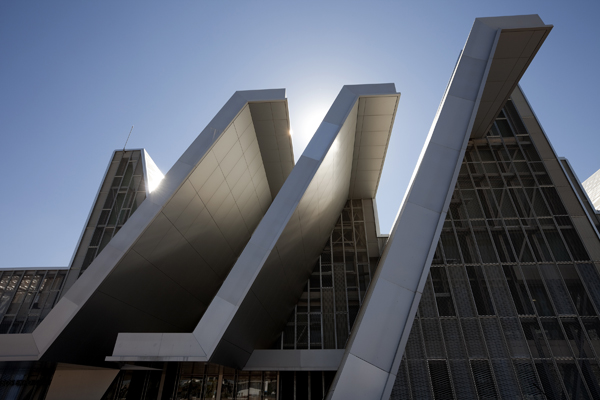
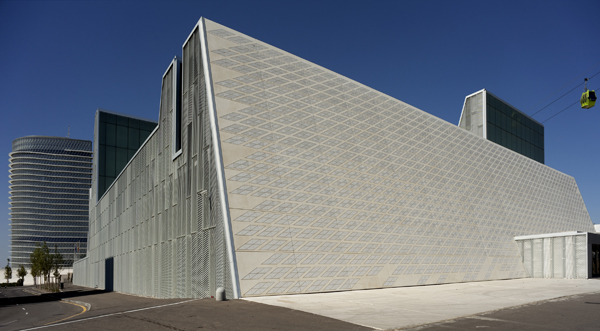
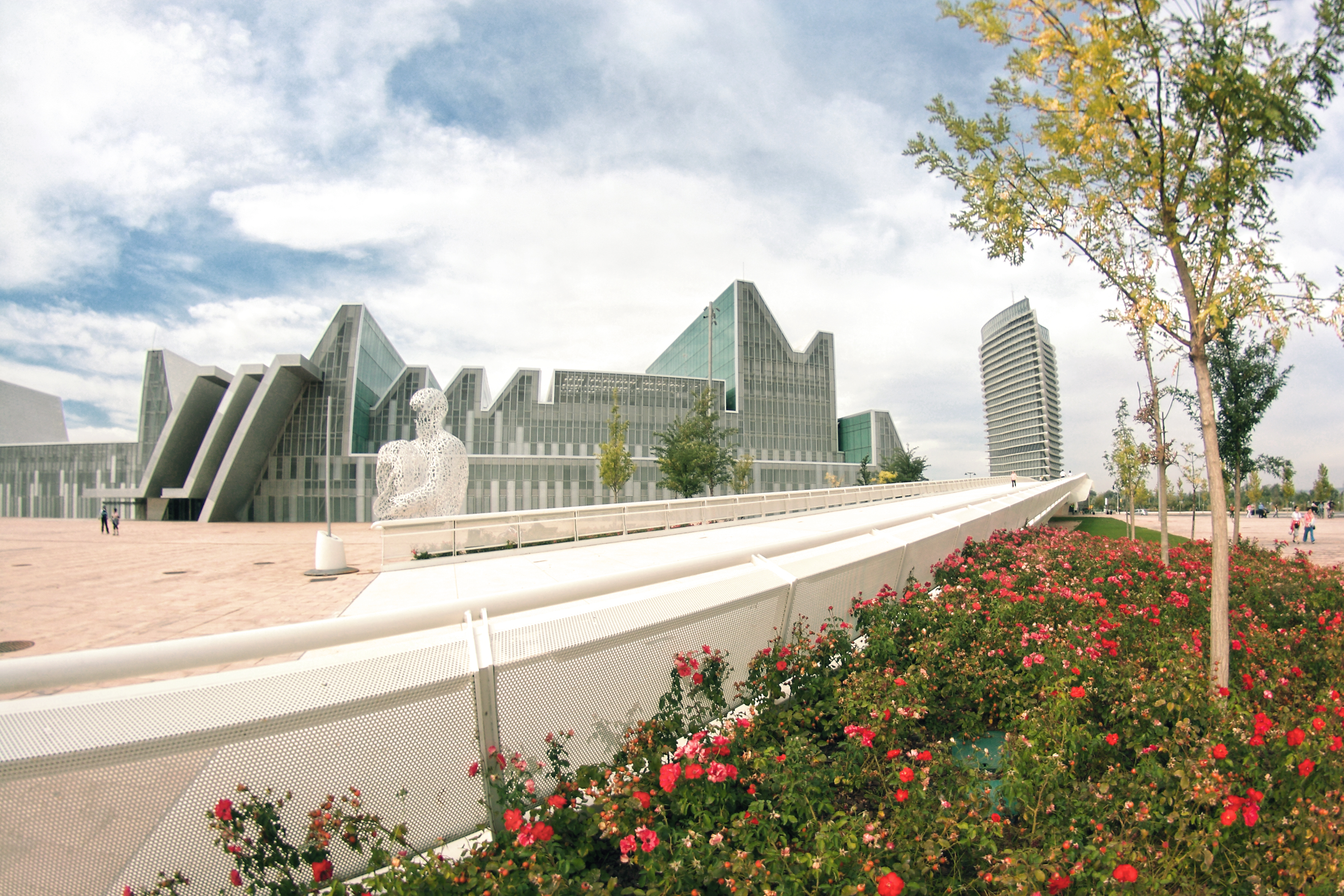
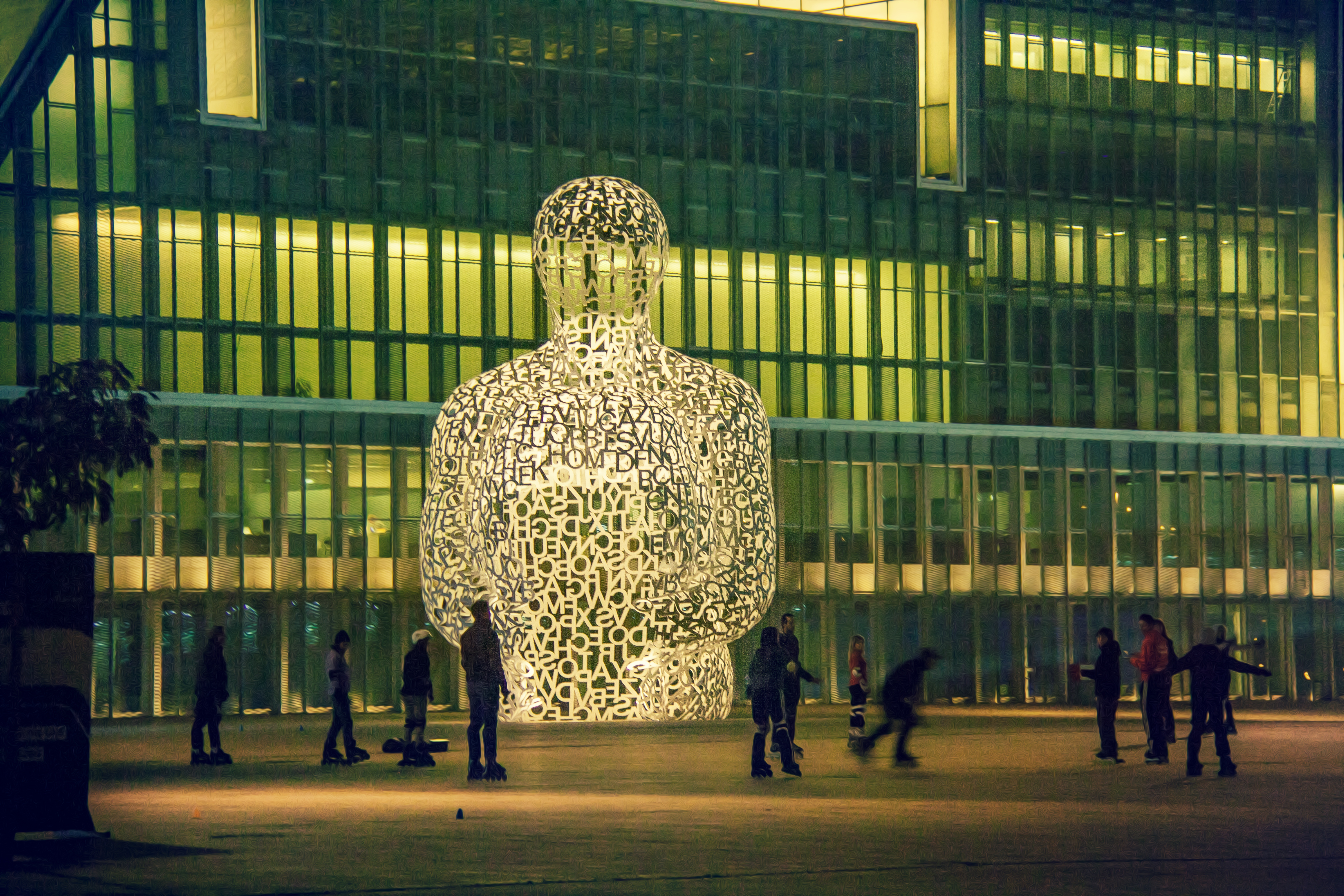
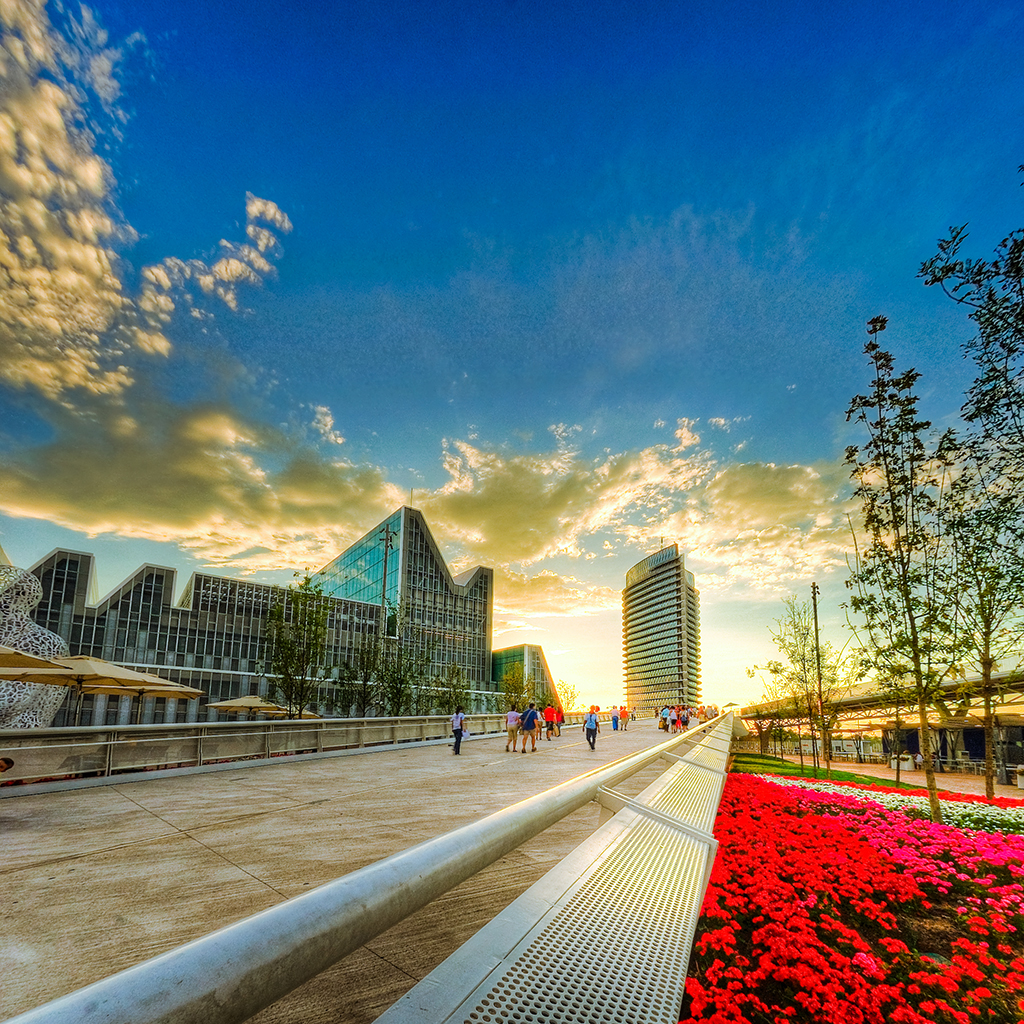